# Chris Massaki Mbaki

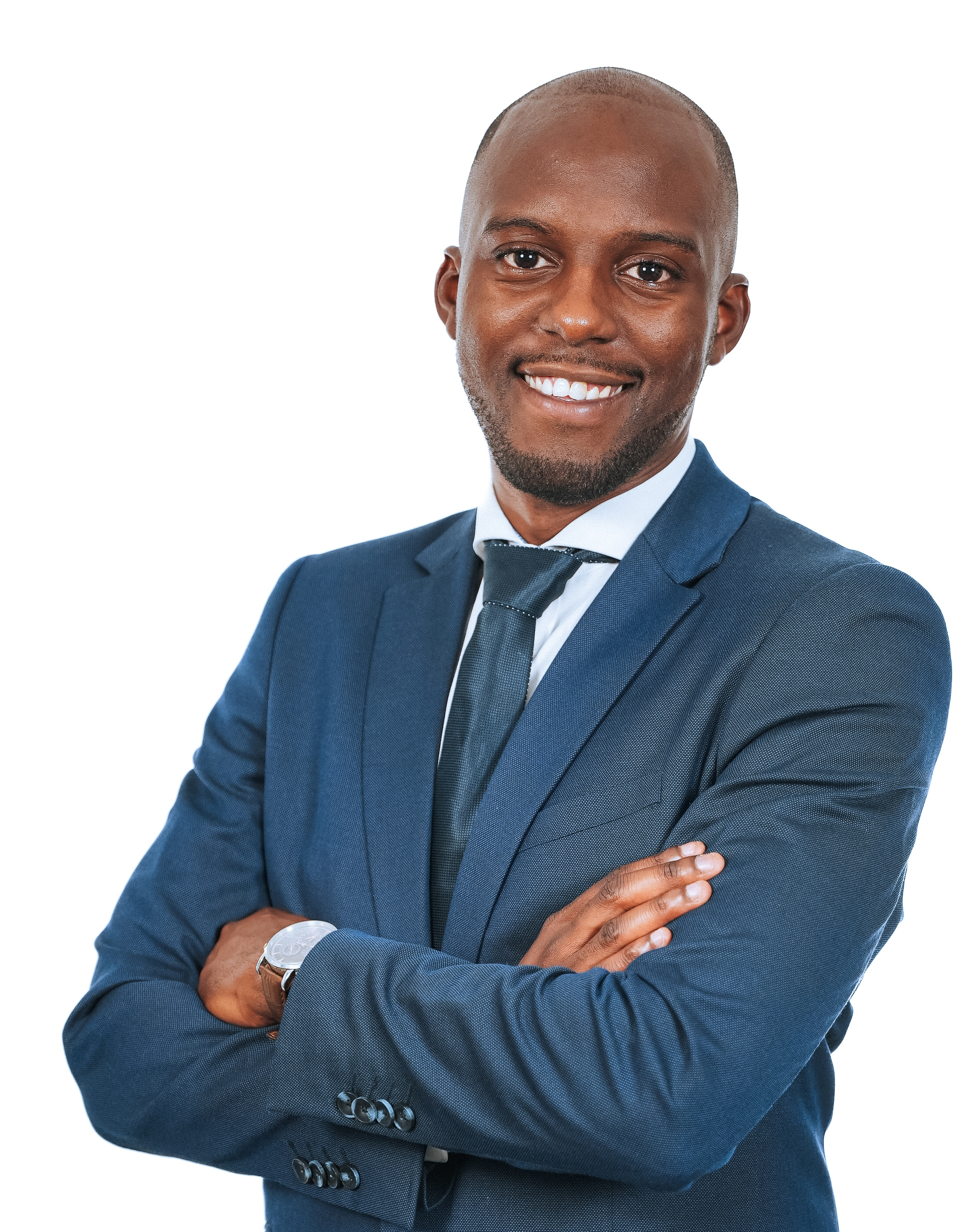
Chris Massaki Mbaki in 2024

Michael Christopher (Chris) Massaki Mbaki (Bergen, 29 juni 1996) is een Belgisch politicus voor de liberale MR.

## Biografie
Chris Massaki is van Congolese afkomst. Na zijn middelbare studies in wiskunde-talen aan het Ursulineninstituut in Bergen volgde hij een opleiding tot handelsingenieur aan de UCLouvain FUCaM Mons, waar hij in 2019 afstudeerde in de optie supply chain en financiën. Hij was vervolgens van 2019 tot 2024 als business analist en IT-consultant aan de slag in de informaticasector.
Massaki engageerde zich binnen de MR en werd actief in de werking van de lokale jongerenafdeling van de partij in Bergen, waarvan hij sinds april 2022 voorzitter is. In oktober 2018 werd hij verkozen tot gemeenteraadslid van de stad Bergen. 
Bij de Waalse verkiezingen van 9 juni 2024 stond hij als eerste opvolger op de MR-lijst in het arrondissement Bergen. Sinds juli 2024 zetelt Massaki in het Waals Parlement en het Parlement van de Franse Gemeenschap als vervanger van de Waalse minister Jacqueline Galant.
Daarnaast werd hij scheidsrechter in de Tweede afdeling, de vroegere Tweede klasse amateur, van het Belgisch voetbal.